# HD 122365
HD 122365，又名BD+09 2835，SAO 120228、HR 5262，是一颗恒星，视星等为5.99，位于銀經348.38，銀緯65.4，其B1900.0坐标为赤經13h 56m 23.4s，赤緯+9° 65.4′ 43″。